# Рековниця (Поморське воєводство)
Рековниця (пол. Rekownica, нім. Recknitz) — село в Польщі, у гміні Нова Карчма Косьцерського повіту Поморського воєводства.
Населення — 123 особи (2011).
У 1975-1998 роках село належало до Гданського воєводства.

## Демографія
Демографічна структура станом на 31 березня 2011 року:
|          | Загалом | Допрацездатний вік | Працездатний вік | Постпрацездатний вік |
| -------- | ------- | ------------------ | ---------------- | -------------------- |
| Чоловіки | 64      | 10                 | 45               | 9                    |
| Жінки    | 59      | 21                 | 27               | 11                   |
| Разом    | 123     | 31                 | 72               | 20                   |